# Махамаянагар
Махамаянагар (англ. Mahamaya Nagar) — округ в индийском штате Уттар-Прадеш. Создан 3 мая 1997 года. Административный центр — город Хатхрас. Площадь округа — 1752 км². По данным всеиндийской переписи 2001 года население округа составляло 1 336 031 человек. Уровень грамотности взрослого населения составлял 62,49 %, что выше среднеиндийского уровня (59,5 %).

## Административное деление
Округ был образован из частей округов Алигарх, Матхура и Агра 3 мая 1997 года и назван округом Хатхрас. 6 мая название было изменено на Махамаянагар, в честь матери Будды Гаутамы Маха-майя.
В настоящее время округ состоит из 4 техсилов: Хатхрас, Садабад, Сикандра Рао и Сасни. Округ также состоит из семи блоков: Сасни, Хатхрас, Мурсан, Садабад, Сехпау, Сикандра Рао и Хасаян.
Махамаянагар предоставляет в законодательную ассамблею видхан сабха кандидатов от четырёх избирательных округов и входит в избирательный округ Хатхрас штата Уттар-Прадеш нижней палаты парламента лок сабха.